# Staw Lipkowski
Staw Lipkowski lub Jezioro Lipkowskie – staw w Warszawie, w dzielnicy Ursynów.

## Położenie i charakterystyka
Staw leży po lewej stronie Wisły, w stołecznej dzielnicy Ursynów, na obszarze MSI Dąbrówka, niedaleko ulic Puławskiej i Jagielskiej, na terenie osiedla domów jednorodzinnych Wille Laguna. Znajduje się na obszarze zlewni Kanału Jeziorki.
Zgodnie z ustaleniami w ramach „Programu Ochrony Środowiska dla m. st. Warszawy na lata 2009–2012 z uwzględnieniem perspektywy do 2016 r.” położony jest na wysoczyźnie, a jego powierzchnia wynosi 0,2297 ha. Według numerycznego modelu terenu udostępnionego przez Geoportal lustro wody znajduje się na wysokości 97,6 m n.p.m. Identyfikator MPHP to 101598.
Jest glinianką, powstał w wyniku zalania wodą wyeksploatowanego wyrobiska iłów zaopatrującego w surowiec cegielnie.
Staw położony jest na terenie otuliny rezerwatu przyrody Las Kabacki.